# デザート (漫画)
『デザート』は、吉澤潤一による日本の漫画作品。『週刊ヤングマガジン』（講談社）にて2012年41号から2013年9号まで連載。

## 概要
主人公・キノが「街をアツくする」ために女子高生のデザートと奮闘する格闘漫画。単行本の帯では「王道青春ギャラクシー」と題されている。喧嘩の腕が立つキノと不屈の闘志を持つデザートが、街に蔓延る「バカ」と戦い、最後は敵であった「バカ」とその取り巻き達もキノやデザートに影響され、次第に良い方向に変わってゆくというのが各エピソードのパターンである。

## あらすじ
転校生のキノは、この街を最高に熱く変えてゆこうとしている男である。一方「ダッサ」が口癖のデザートは、そんなキノとは対照的に「バカが伝染したバカがたくさんいるこの街は変えられない」と無力感を抱いていた。
そんな折、デザートの親友が上級生のアクツに絡まれたのをきっかけに嬲り者にされてしまい、心を閉ざした親友は登校拒否になってしまう。このままでは親友が傷付いたまま終わってしまう。現状を変えるにはアクツに立ち向かうしかない、と語るキノ。ここからキノとデザートの戦いの日々が始まった。

## 登場人物

### 主要人物
紀 有希（きの ゆき） / キノ
デザートの通う高校に転向してきた、金髪オールバックの少年。1年生。「この町を最高に熱くする」ことを目的としている。本名がコンプレックスでグレていたらしい。
転向早々に上級生のアクツに目を付けられ、それが縁となりアクツとのタイマンを望むようになる。親友を嬲られたことで生き地獄を味わうデザートと共にアクツを倒し、彼女の抱いていた無気力感を解消した。
喧嘩の実力は高く実戦的な技も多く使い、他人に指南できる程のテクニックを持っている。しかし本人は「特に武術はやっていない」「転校だらけだったからどこへ行ってもたくましく生きていただけ」と語るのみである。
タイマンであればほぼ負け知らずだが、多人数に囲まれる、隙を突かれるなどして負けることが多い。
鈴木 苺（すずき いちご） / デザート
町や周囲に対し無気力感を抱く、「ダッサ」が口癖の女子高生。本名が嫌で自ら「デザート」を名乗る。
親友のあゆみがアクツから自分を庇ったことがきっかけで嬲り者にされ、自身はそんな彼女を見守る事しか許されない生き地獄に置かれ、折れかけていた所をキノに救われた。
アクツを倒し、彼に認められてからは取り巻きも含めて上手くやっているようである。
女性キャラでありながら敵のボス格とタイマンを張る、顔面への攻撃を多数受けるなどするも、あくまで彼女自身は喧嘩の素人であり、キノから教わった護身術をわずかに扱える程度。
ヤマト
キノやデザートと同じ一年生。元はアクツのグループの下っ端で、アクツに命令されキノと戦い敗北したことで友人となる。
「サイヤ人」と称される程の特徴的な逆だった髪型をしており、中学生の頃は金髪であったが、当時の先輩であったミナに言われ黒く染めた。
戦闘スタイルはボクシング。上級生との乱闘でも活躍しており、同年代やアクツ達からは一目置かれていた。
田島
ヤマトの友人でいつも一緒にいる巨漢。穏やかな性格であるが、喧嘩の際は見た目に違わないパワーファイトで圧倒する。しかしキノには敵わず敗北した。
アクツ
キノ達の上級生で校内では名の知れた悪党。学校のトップを張っている。
気に入らない女子に集団で暴行を加えたり「輪姦パーティー」と称した集いを開くなど振る舞いは悪そのものであったが、キノとデザートに成敗されてからは極悪な面も鳴りを潜め、自らが暴行したあゆみにも気を遣うなど変わりつつある。
戦闘スタイルは空手とボクシング。中学時代に空手初段を取得した後、ボクシングに転向。喧嘩の強さで持ってトップに君臨していたもののデザートの気迫に圧され負けを認める。
その後、念願であったキノとのタイマンが実現するも、キノの手首が故障したため中断。その際は勝ちを譲っている。
あゆみ
デザートの親友。グループからはぐれていた彼女を救った人物であり、デザートにとっては本当に心を許せる少女であった。
アクツから思わずデザートを庇ったことで彼に目を付けられ、暴行を受ける。その際の心身の傷から学校を辞めるとまで決意したが、デザートがアクツを倒したため登校できるようになった。

## 単行本
- 吉澤潤一 『デザート』 講談社〈ヤンマガKCスペシャル〉、全2巻
  1. 第1巻 2013年1月4日刊行 ISBN 978-4-06-382257-1
  2. 第2巻 2013年3月6日刊行 ISBN 978-4-06-382279-3